# 36e division d'infanterie (Royaume-Uni)
Pour les articles homonymes, voir 36e division.
La 36e division d'infanterie indienne est une division d'infanterie de l'armée indienne pendant la Seconde Guerre mondiale. La division est ensuite transférée au sein de l'armée britannique et renommée 36e division d'infanterie en septembre 1944. Elle servit en Inde et pendant la campagne de Birmanie. Après la fin de la guerre, elle fut dissoute et ses unités britanniques restantes transférées dans la 2e division d'infanterie britannique, elle fait actuellement partie du XXIe corps du Commandement sud.

## Histoire

### 36edivision indienne
La division est formée en Inde le 15 décembre 1942. Ses formations constituantes étaient la 29e brigade d'infanterie (sous commandement à partir du 26 janvier 1943), qui avait déjà combattu en tant que brigade indépendante dans la bataille de Madagascar, et la 72e brigade d’infanterie indienne, composée d'une manière confuse d'unités de combat entièrement britanniques. La plupart des unités du génie, de la médecine et des services de la division étaient indiennes. Le signe de formation de la division était composé de deux anneaux interconnectés, un blanc et un rouge, sur un fond carré noir.
En janvier 1943, le brigadier Francis Festing est promu du commandement de la 29e brigade à celui de la division. (Son remplacement en tant que commandant de la 29e brigade était le brigadier Hugh Stockwell (en).) Certaines parties de la division étaient présentes lors de la première campagne d'Arakan au début de 1943. Il était prévu qu'une partie de la division devait lancer un assaut amphibie sur l'île d'Akyab, mais cette opération fut annulée.
La division était initialement en réserve pour la deuxième campagne d'Arakan au début de 1944, avant d'être appelée pour soulager la 7e division d'infanterie indienne assiégée après les premiers revers. Après la défaite des Japonais à la bataille d'Admin Box, la 7e division fut retirée et la 36e division reprit l'offensive dans la vallée de la rivière Kalapanzin. Les unités de la division capturèrent le tunnel ferroviaire oriental essentiel reliant la vallée de Kalapanzin au port de Maungdaw.
La division se retira pour un bref repos à Shillong dans l'Assam, puis fut envoyée à Ledo, où elle passa sous le commandement du Northern Combat Area Command dirigé par les Américains.

### 36edivision d'infanterie

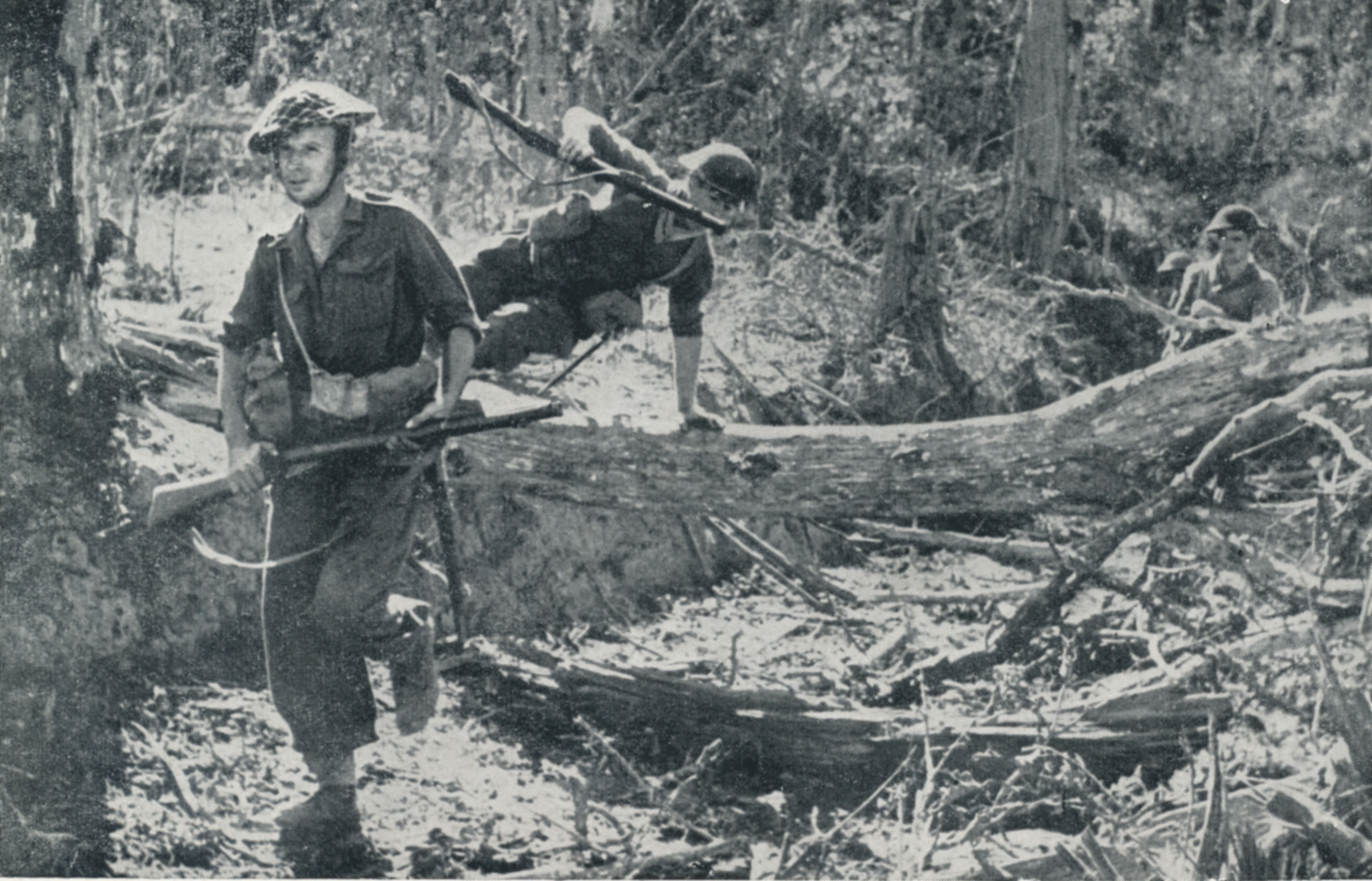
Des hommes des Royal Scots Fusiliers de 36e division, avançant près de Pinwe, en décembre 1944.

Au début de juillet 1944, la division arriva à l'aérodrome de Myitkyina dans le nord de la Birmanie, la 72e brigade étant la première formation à atterrir dans la zone. Le  1er septembre 1944, peu de temps après la descente de la « vallée du chemin de fer » de Mogaung vers Indaw sur le flanc droit du NCAC, la division fut rebaptisée 36e division britannique. Le 14 décembre, une troisième brigade s'ajouta à la division ; confuse, ce fut la première formation indienne que la division commandait (la 26e brigade d'infanterie indienne, composée d'un bataillon britannique et de deux bataillons indiens).
La division fut la seule division britannique à compter entièrement sur l'approvisionnement en air, principalement par la dixième force aérienne des États-Unis, pendant une période prolongée. L'armée de l'air américaine fournit également à la division 12 avions légers équipés pour l'évacuation des blessés et une compagnie de génie de l'armée américaine pour construire ses pistes d'atterrissage. Au départ, la division n'avait pas sa propre artillerie divisionnaire et s'appuyait plutôt sur un groupe d'artillerie chinois sous commandement américain.

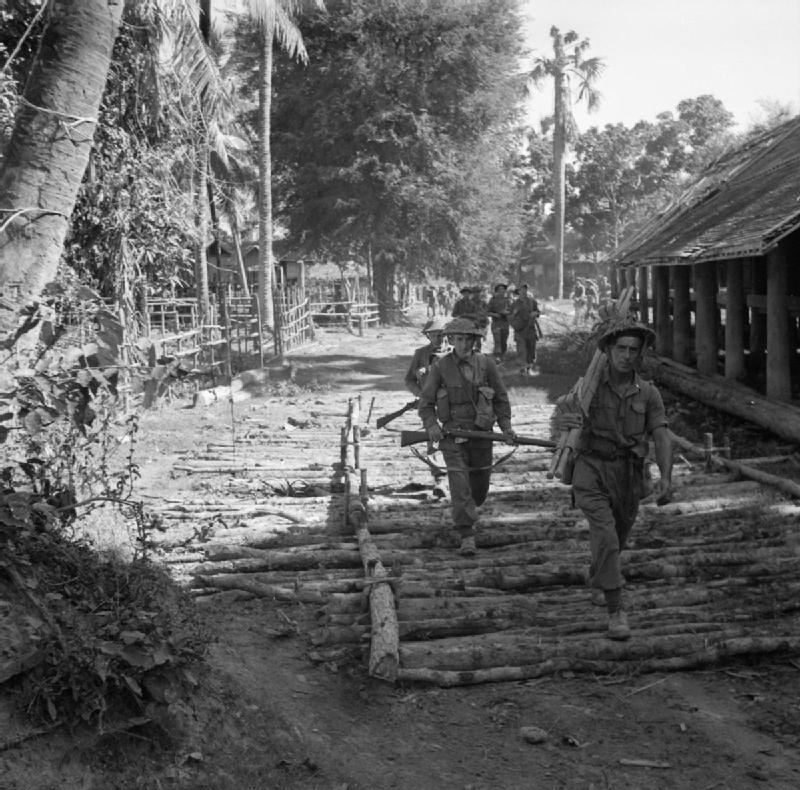
Des hommes du 6e bataillon, South Wales Borderers de la 36e division, traversent Bahe en route pour Mandalay, en janvier 1945.

La division, ayant rejoint le corps principal de la quatorzième armée britannique du lieutenant général William Slim, traversa l'Irrawaddy et s'avança indépendamment sur le côté est du fleuve. Les unités de la division subirent des pertes forçant la traversée de la rivière Shweli de 300 mètres de large,, mais la division continua à avancer jusqu'à la chute de Mandalay en mars 1945. Le 1er avril 1945, la division passa du NCAC à la 14e armée. La 26e brigade indienne devint la 26e brigade britannique le 6 avril.
Après l’affût de troupes fraîches déployés en Birmanie et le déploiement des avions de transport du NCAC  alloués en Chine, la division fut renvoyée en Inde, arrivant officiellement le 12 mai, et rejoignit le XXXIVe corps le 28 mai.

### En Inde indépendante
La division fut basée à Sagar (Madhya Pradesh), dans le cadre du Ie corps, South Western Command.